# Audemars
Audemars è un singolo del rapper italiano MV Killa, pubblicato il 1º febbraio 2019 come primo estratto dall'album Giovane killer. Il brano vanta la collaborazione di Yung Snapp e Samurai Jay.

## Tracce
1. Audemars – 3:07

## Video musicale
Il videoclip è stato pubblicato il 18 marzo 2019 sul canale YouTube di MV Killa.